# Генерал Бернардо О'Гіґґінс (антарктична станція)
Генерал Бернардо О'Гіґґінс (ісп. Base General Bernardo O'Higgins) — чилійська науково-дослідна станція в Антарктиці, заснована у 1948 році. Розташована на висоті 13 м над рівнем моря за 30 км від Прайм Гед, найпівнічнішої точки Антарктичного півострова мису Легупіль. Населення становить 44 особи влітку, 16 — взимку. Є однією із найстаріших станцій на континенті.
Станція носить ім'я чилійського революціонера та національного героя Бернардо О'Гіґґінса.

## Клімат
Станція знаходиться у зоні, котра характеризується кліматом постійного морозу. Найтепліший місяць — січень із середньою температурою 0 °C (32 °F). Найхолодніший місяць — липень, із середньою температурою -8.3 °С (17 °F).
| Клімат станції          | Клімат станції | Клімат станції | Клімат станції | Клімат станції | Клімат станції | Клімат станції | Клімат станції | Клімат станції | Клімат станції | Клімат станції | Клімат станції | Клімат станції | Клімат станції |
| Показник                | Січ.           | Лют.           | Бер.           | Квіт.          | Трав.          | Черв.          | Лип.           | Серп.          | Вер.           | Жовт.          | Лист.          | Груд.          | Рік            |
| Середня температура, °C | 0              | 0              | −1             | −3             | −6             | −7             | −8             | −8             | −5             | −3             | −2             | 0              | −3             |
| Норма опадів, мм        | 56             | 48             | 75             | 59             | 54             | 47             | 54             | 72             | 62             | 56             | 65             | 59             | 709            |
| ----------------------- | -------------- | -------------- | -------------- | -------------- | -------------- | -------------- | -------------- | -------------- | -------------- | -------------- | -------------- | -------------- | -------------- |
| Джерело: Weatherbase    |                |                |                |                |                |                |                |                |                |                |                |                |                |